# You're My Best Friend
"You're My Best Friend" är en låt av rockgruppen Queen, skriven av basisten John Deacon medan han lärde sig spela piano. Låten släpptes 1976 som singel och återfinns på Queens fjärde studioalbum "A Night at the Opera".
Detta var bandets första singelsläpp med en låt av John Deacon.

## Medverkande
- Freddie Mercury - sång
- Brian May - gitarr, kör
- Roger Taylor - trummor, kör
- John Deacon - bas, elpiano